# Meinsberg

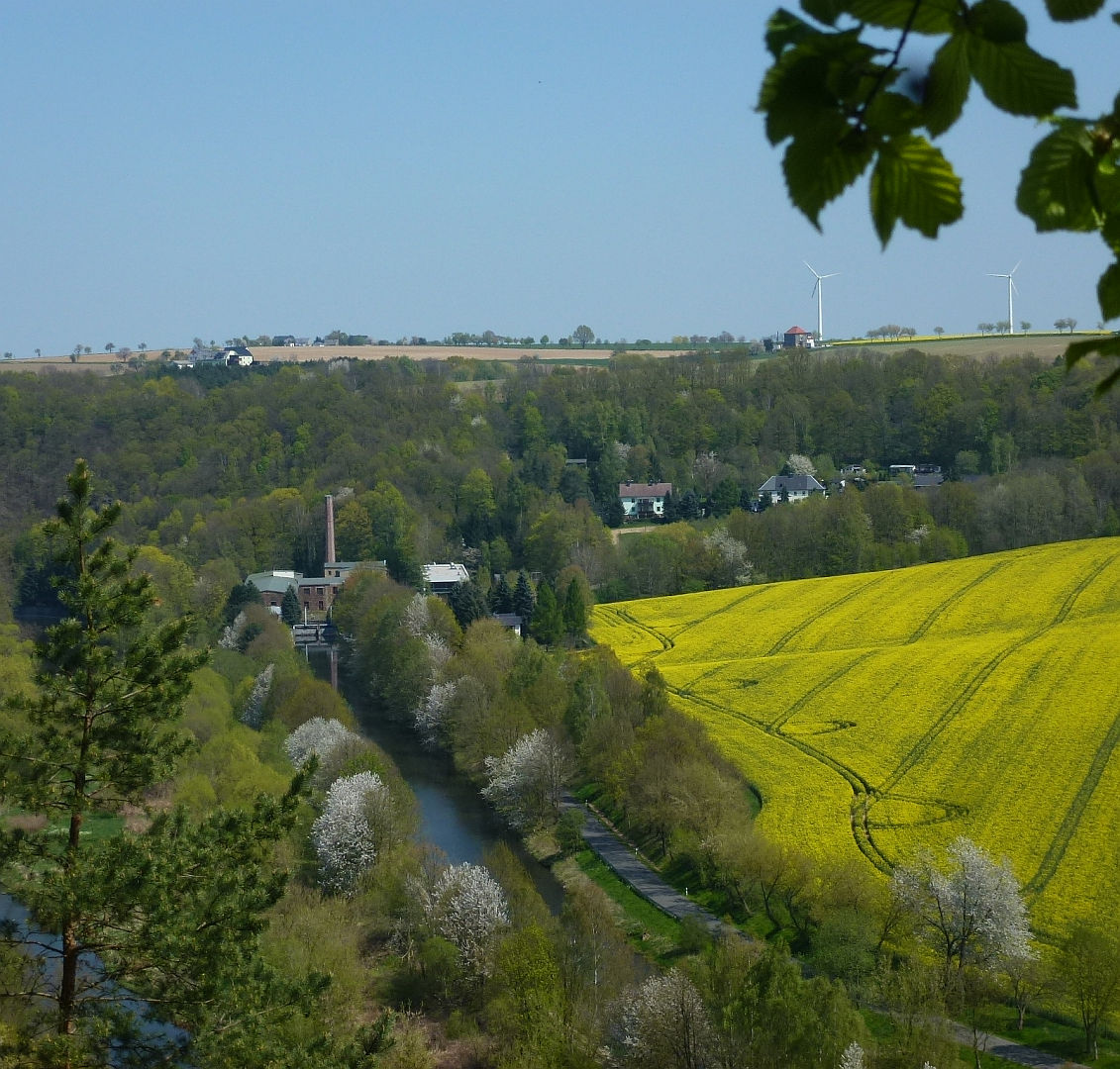
Meinsberg

Meinsberg ist ein Ortsteil der Stadt Waldheim im Landkreis Mittelsachsen im Freistaat Sachsen.

## Geographie
Meinsberg liegt südwestlich der Stadt Döbeln und nordöstlich der Altstadt Waldheims. Der Ort befindet sich östlich der Zschopau. Südwestlich des Ortes befindet sich der Kreuzfelsen, nordwestlich die Nixkluft an der Zschopau.

## Geschichte
Meinsberg wurde 1390 erstmals urkundlich erwähnt, als es in den Besitz des Benediktinerinnenklosters in Döbeln gelangte. 1544 erwarb Georg von Carlowitz den Ort. Nach seinem Tod 1574 kam Meinsberg zum Gut Waldheim, dessen Besitzer, der Sohn Georgs, Rudolph von Carlowitz, 1579 in Konkurs ging. Meinsberg fiel an Martin von Miltitz zu Scharfenberg. 1588 kaufte Kurfürst Christian große Teile des verstreuten Besitzes. 1633 besetzten Schweden den Ort und die Umgebung. 1639 und 1706 wurde Meinsberg von den Schweden geplündert und zerstört. 1813 wurde die erste Schule erbaut. Im Preußisch-Österreichischen Krieg war die Gegend 1866 Schauplatz kriegerischer Handlungen. Meinsberg war ein selbständiges Dorf mit eigener Gemeindeverwaltung. Die verschiedensten Gewerbe waren angesiedelt. Das Rittergut in Meinsberg gehörte der Familie Rockhausen. 1888/1889 wurde an der Zschopau eine Holzschleiferei und Papierfabrik errichtet, damit begann der industrielle Aufschwung in Meinsberg. 1921 wurde am Ortseingang ein Denkmal zu Ehren der Gefallenen des Ersten Weltkriegs errichtet. Es besteht aus einem großen Findling und hat eine gusseiserne Tafel, auf der 34 Namen stehen. Am 1. Juli 1950 wurde Neuhausen nach Meinsberg eingemeindet. 1973 wurde die Gemeinde Meinsberg nach Ziegra eingemeindet. Im Rahmen des Zusammenschlusses der Gemeinden Ziegra und Gebersbach-Knobelsdorf wurde Meinsberg Teil der neuen Gemeinde Ziegra-Knobelsdorf. Zum 1. Januar 2013 kam Meinsberg nach Waldheim.

## Wirtschaft
- Wasserkraftwerk Meinsberg
- Kurt-Schwabe-Institut für Mess- und Sensortechnik, auf dem Gelände der ehemaligen Papierfabrik Meinsberg[3]

## Persönlichkeiten
- Kurt Schwabe (1905–1983), Professor für Chemie, verstorben in Meinsberg